# Jean Meneses
Jean David Meneses Villarroel (Quillota, Chile; 16 de marzo de 1993) es un futbolista profesional chileno que se desempeña como extremo y milita en el Vasco da Gama del Campeonato Brasileño de Serie A.

## Trayectoria

### San Luis de Quillota
Debutó oficialmente en el primer equipo de San Luis de Quillota el 12 de febrero de 2012, enfrentando a Coquimbo Unido por la segunda fecha del torneo de Primera B de aquel año. En dicho encuentro, ingresó a los 84' de juego en reemplazo de Bibencio Servín, luciendo la camiseta número 26.
Anotó su primer gol como profesional el 11 de agosto de 2013, en el triunfo 4 a 0 en condición de visita de su equipo ante Magallanes.
Sin embargo, se consagraría en el club de su ciudad natal en el Torneo Primera B 2014-15 tras consagrarse campeón con puntaje histórico en la categoría y teniendo a Meneses como figura en todos los partidos de San Luis de Quillota.

### Universidad de Concepción
Luego de su exitoso paso por San Luis de Quillota, en diciembre de 2015, fue anunciado como refuerzo de Universidad de Concepción de cara al torneo de Clausura 2016.

### León
Tras buenas actuaciones en el cuadro penquista, incluyendo particiones en Copa Sudamericana y Copa Libertadores, en agosto de 2018 fichó por el Club León de la Liga MX.

### Toluca
En mayo de 2022 es anunciado como nuevo jugador de Toluca de la Liga MX.

## Selección nacional
Recibió su primera nominación a la selección absoluta de Chile el 14 de marzo de 2019, bajo la dirección técnica de Reinaldo Rueda, quien lo citó para enfrentar los duelos amistosos contra México y Estados Unidos los días 22 y 26 del mismo mes, respectivamente. Pese a asomar como titular en los entrenamientos, en ambos compromisos fue suplente y no sumó minutos.
El 15 de octubre de 2019 anotó su primer gol por La Roja ante la selección de Guinea, en la victoria por 3-2.
El 26 de marzo de 2021 anotó un gol en la victoria por 2-1 ante Bolivia, siendo de los mejores jugadores del partido junto a César Pinares y Luis Jiménez, marcando la primera victoria de Chile ante los bolivianos desde 2016. 

#### Participaciones en Clasificatorias a Copas del Mundo
| Eliminatorias                   | Sede            | Resultado | Posición | Partidos | Goles | Asist. |
| ------------------------------- | --------------- | --------- | -------- | -------- | ----- | ------ |
| Eliminatorias Catar 2022        | América del Sur | Eliminado | 7°       | 12       | 1     | 2      |
| Eliminatorias Norteamérica 2026 | América del Sur | Eliminado | 9°       | 1        | 0     | 0      |

#### Participaciones en Copa América
| Torneo            | Sede   | Resultado        | Partidos | Goles | Asist. |
| ----------------- | ------ | ---------------- | -------- | ----- | ------ |
| Copa América 2021 | Brasil | Cuartos de final | 5        | 0     | 0      |

### Partidos internacionales
Actualizado hasta el 10 de septiembre de 2024.
| Partidos internacionales | Partidos internacionales | Partidos internacionales                                | Partidos internacionales | Partidos internacionales | Partidos internacionales | Partidos internacionales | Partidos internacionales | Partidos internacionales            |
| N.º                      | Fecha                    | Estadio                                                 | Local                    | Resultado                | Visitante                | Goles                    | Asistencias              | Competición                         |
| ------------------------ | ------------------------ | ------------------------------------------------------- | ------------------------ | ------------------------ | ------------------------ | ------------------------ | ------------------------ | ----------------------------------- |
| 1                        | 10 de septiembre de 2019 | Olímpico Metropolitano, San Pedro Sula, Honduras        | Honduras                 | 2-1                      | Chile                    |                          |                          | Amistoso                            |
| 2                        | 15 de octubre de 2019    | José Rico Pérez, Alicante, España                       | Chile                    | 3-2                      | Guinea                   |                          |                          | Amistoso                            |
| 3                        | 13 de noviembre de 2020  | Nacional, Santiago, Chile                               | Chile                    | 2-0                      | Perú                     |                          | 20' a Arturo Vidal       | Clasificatorias a Catar 2022        |
| 4                        | 17 de noviembre de 2020  | Olímpico de la UCV, Caracas, Venezuela                  | Venezuela                | 2-1                      | Chile                    |                          |                          | Clasificatorias a Catar 2022        |
| 5                        | 26 de marzo de 2021      | El Teniente, Rancagua, Chile                            | Chile                    | 2-1                      | Bolivia                  |                          |                          | Amistoso                            |
| 6                        | 3 de junio de 2021       | Único Madre de Ciudades, Santiago del Estero, Argentina | Argentina                | 1-1                      | Chile                    |                          |                          | Clasificatorias a Catar 2022        |
| 7                        | 8 de junio de 2021       | San Carlos de Apoquindo, Santiago, Chile                | Chile                    | 1-1                      | Bolivia                  |                          |                          | Clasificatorias a Catar 2022        |
| 8                        | 14 de junio de 2021      | Olímpico Nilton Santos, Río de Janeiro, Brasil          | Argentina                | 1-1                      | Chile                    |                          |                          | Copa América 2021                   |
| 9                        | 18 de junio de 2021      | Arena Pantanal, Cuiabá, Brasil                          | Chile                    | 1-0                      | Bolivia                  |                          |                          | Copa América 2021                   |
| 10                       | 21 de junio de 2021      | Arena Pantanal, Cuiabá, Brasil                          | Uruguay                  | 1-1                      | Chile                    |                          |                          | Copa América 2021                   |
| 11                       | 24 de junio de 2021      | Mané Garrincha, Brasilia, Brasil                        | Chile                    | 0-2                      | Paraguay                 |                          |                          | Copa América 2021                   |
| 12                       | 2 de julio de 2021       | Olímpico Nilton Santos, Río de Janeiro, Brasil          | Brasil                   | 1-0                      | Chile                    |                          |                          | Copa América 2021                   |
| 13                       | 5 de septiembre de 2021  | Rodrigo Paz Delgado, Quito, Ecuador                     | Ecuador                  | 0-0                      | Chile                    |                          |                          | Clasificatorias a Catar 2022        |
| 14                       | 9 de septiembre de 2021  | Metropolitano Roberto Meléndez, Barranquilla, Colombia  | Colombia                 | 3-1                      | Chile                    |                          |                          | Clasificatorias a Catar 2022        |
| 15                       | 7 de octubre de 2021     | Nacional, Lima, Perú                                    | Perú                     | 2-0                      | Chile                    |                          |                          | Clasificatorias a Catar 2022        |
| 16                       | 10 de octubre de 2021    | San Carlos de Apoquindo , Santiago, Chile               | Chile                    | 2-0                      | Paraguay                 |                          |                          | Clasificatorias a Catar 2022        |
| 17                       | 14 de octubre de 2021    | San Carlos de Apoquindo , Santiago, Chile               | Chile                    | 3-0                      | Venezuela                |                          | 73' a Ben Brereton       | Clasificatorias a Catar 2022        |
| 18                       | 16 de noviembre de 2021  | San Carlos de Apoquindo , Santiago, Chile               | Chile                    | 0-2                      | Ecuador                  |                          |                          | Clasificatorias a Catar 2022        |
| 19                       | 24 de marzo de 2022      | Maracaná , Río de Janeiro, Brasil                       | Brasil                   | 4-0                      | Chile                    |                          |                          | Clasificatorias a Catar 2022        |
| 20                       | 29 de marzo de 2022      | San Carlos de Apoquindo, Santiago, Chile                | Chile                    | 0-2                      | Uruguay                  |                          |                          | Clasificatorias a Catar 2022        |
| 21                       | 6 de junio de 2022       | Mundialista, Daejeon, Corea del Sur                     | Corea del Sur            | 2-0                      | Chile                    |                          |                          | Amistoso                            |
| 22                       | 10 de junio de 2022      | Misaki Park, Kōbe, Japón                                | Túnez                    | 2-0                      | Chile                    |                          |                          | Copa Kirin 2022                     |
| 23                       | 23 de septiembre de 2022 | Stage Front, Barcelona, España                          | Marruecos                | 2-0                      | Chile                    |                          |                          | Amistoso                            |
| 24                       | 10 de septiembre de 2024 | Estadio Nacional, Santiago, Chile                       | Chile                    | 1-2                      | Bolivia                  |                          |                          | Clasificatorias a Norteamérica 2026 |
| Total                    |                          |                                                         | Presencias               | 24                       | Goles                    | 3                        | 2                        |                                     |

| Selección chilena | Selección chilena | Selección chilena |
| Año               | Partidos          | Goles             |
| ----------------- | ----------------- | ----------------- |
| 2019              | 2                 | 1                 |
| 2020              | 2                 | 0                 |
| 2021              | 14                | 2                 |
| 2022              | 5                 | 0                 |
| 2024              | 1                 | 0                 |
| Total             | 24                | 3                 |

## Estadísticas

### Clubes
Actualizado al último partido disputado el 19 de abril de 2024.
| Club                                    | Div.          | Temporada     | Liga  | Liga  | Liga   | Copas nacionales | Copas nacionales | Copas nacionales | Copas internacionales | Copas internacionales | Copas internacionales | Total | Total | Total  | Media goleadora |
| Club                                    | Div.          | Temporada     | Part. | Goles | Asist. | Part.            | Goles            | Asist.           | Part.                 | Goles                 | Asist.                | Part. | Goles | Asist. | Media goleadora |
| --------------------------------------- | ------------- | ------------- | ----- | ----- | ------ | ---------------- | ---------------- | ---------------- | --------------------- | --------------------- | --------------------- | ----- | ----- | ------ | --------------- |
| San Luis de Quillota · Chile            | 2.ª           | 2012          | 6     | 0     | 0      | —                | —                | —                | —                     | —                     | —                     | 6     | 0     | 0      | 0.00            |
| San Luis de Quillota · Chile            | 2.ª           | 2013          | 11    | 0     | 0      | 10               | 0                | 0                | —                     | —                     | —                     | 21    | 0     | 0      | 0.00            |
| San Luis de Quillota · Chile            | 2.ª           | 2013-14       | 41    | 4     | 2      | —                | —                | —                | —                     | —                     | —                     | 41    | 4     | 2      | 0.1             |
| San Luis de Quillota · Chile            | 2.ª           | 2014-15       | 32    | 8     | 3      | 8                | 0                | 0                | —                     | —                     | —                     | 40    | 8     | 3      | 0.2             |
| San Luis de Quillota · Chile            | 1.ª           | 2015          | 14    | 1     | 2      | 8                | 1                | 0                | —                     | —                     | —                     | 22    | 2     | 2      | 0.09            |
| San Luis de Quillota · Chile            | Total club    | Total club    | 104   | 13    | 7      | 26               | 1                | 0                | 0                     | 0                     | 0                     | 130   | 14    | 7      | 0.11            |
| C. D. Universidad de Concepción · Chile | 1.ª           | 2016          | 15    | 3     | 2      | —                | —                | —                | —                     | —                     | —                     | 15    | 3     | 2      | 0.2             |
| C. D. Universidad de Concepción · Chile | 1.ª           | 2016-17       | 28    | 6     | 0      | 2                | 0                | 0                | 2                     | 2                     | 0                     | 32    | 8     | 0      | 0.25            |
| C. D. Universidad de Concepción · Chile | 1.ª           | 2017          | 15    | 3     | 1      | 2                | 0                | 0                | —                     | —                     | —                     | 17    | 3     | 1      | 0.18            |
| C. D. Universidad de Concepción · Chile | 1.ª           | 2018          | 15    | 7     | 3      | 2                | 0                | 0                | 2                     | 0                     | 0                     | 19    | 7     | 3      | 0.37            |
| C. D. Universidad de Concepción · Chile | Total club    | Total club    | 73    | 19    | 6      | 6                | 0                | 0                | 4                     | 2                     | 0                     | 83    | 21    | 6      | 0.25            |
| Club León · México                      | 1.ª           | 2018-19       | 28    | 4     | 5      | 7                | 0                | 0                | —                     | —                     | —                     | 35    | 4     | 5      | 0.11            |
| Club León · México                      | 1.ª           | 2019-20       | 30    | 7     | 3      | —                | —                | —                | 2                     | 1                     | 0                     | 32    | 8     | 3      | 0.25            |
| Club León · México                      | 1.ª           | 2020-21       | 39    | 7     | 8      | 1                | 0                | 0                | 2                     | 0                     | 1                     | 42    | 7     | 9      | 0.17            |
| Club León · México                      | 1.ª           | 2021-22       | 36    | 2     | 5      | —                | —                | —                | 4                     | 0                     | 0                     | 40    | 2     | 5      | 0.05            |
| Club León · México                      | Total club    | Total club    | 133   | 20    | 21     | 8                | 0                | 0                | 8                     | 1                     | 1                     | 149   | 21    | 22     | 0.14            |
| Deportivo Toluca F. C. · México         | 1.ª           | 2022-23       | 42    | 9     | 8      | —                | —                | —                | —                     | —                     | —                     | 42    | 9     | 8      | 0.21            |
| Deportivo Toluca F. C. · México         | 1.ª           | 2023-24       | 31    | 6     | 8      | —                | —                | —                | 5                     | 0                     | 1                     | 36    | 6     | 9      | 0.17            |
| Deportivo Toluca F. C. · México         | Total club    | Total club    | 73    | 15    | 16     | 0                | 0                | 0                | 5                     | 0                     | 1                     | 78    | 15    | 17     | 0.19            |
| Total carrera                           | Total carrera | Total carrera | 383   | 67    | 50     | 40               | 1                | 0                | 17                    | 3                     | 2                     | 440   | 71    | 52     | 0.16            |
| 1. 2. 3.                                |               |               |       |       |        |                  |                  |                  |                       |                       |                       |       |       |        |                 |

### Selecciones
| Selección      | Temporada     | Amistosos | Amistosos | Amistosos | Sudamérica | Sudamérica | Sudamérica | Mundial | Mundial | Mundial | Total | Total | Total  | Media goleadora |
| Selección      | Temporada     | Part.     | Goles     | Asist.    | Part.      | Goles      | Asist.     | Part.   | Goles   | Asist.  | Part. | Goles | Asist. | Media goleadora |
| -------------- | ------------- | --------- | --------- | --------- | ---------- | ---------- | ---------- | ------- | ------- | ------- | ----- | ----- | ------ | --------------- |
| Adulta · Chile | 2019          | 2         | 1         | 0         | —          | —          | —          | —       | —       | —       | 2     | 1     | 0      | 0.0             |
| Adulta · Chile | 2020          | —         | —         | —         | 2          | 0          | 1          | —       | —       | —       | 2     | 0     | 1      | 0.0             |
| Adulta · Chile | 2021          | 1         | 1         | 0         | 13         | 1          | 1          | —       | —       | —       | 14    | 2     | 1      | 0.0             |
| Adulta · Chile | 2022          | 3         | 0         | 0         | 2          | 0          | 0          | —       | —       | —       | 5     | 0     | 0      | 0.0             |
| Adulta · Chile | 2023          | —         | —         | —         | —          | —          | —          | —       | —       | —       | 0     | 0     | 0      | 0.0             |
| Adulta · Chile | 2024          | —         | —         | —         | 1          | 0          | 0          | —       | —       | —       | 1     | 0     | 0      | 0.0             |
| Adulta · Chile | Total         | 6         | 2         | 0         | 18         | 1          | 1          | 0       | 0       | 0       | 24    | 3     | 2      | 0.13            |
| Total carrera  | Total carrera | 6         | 2         | 0         | 18         | 1          | 1          | 0       | 0       | 0       | 24    | 3     | 2      | 0.13            |
| 1.             |               |           |           |           |            |            |            |         |         |         |       |       |        |                 |

## Palmarés

### Títulos nacionales
| Título           | Equipo   | País   | Año     |
| ---------------- | -------- | ------ | ------- |
| Primera B        | San Luis | Chile  | 2014-15 |
| Primera División | León     | México | 2020    |

### Títulos internacionales
| Título      | Equipo | Sede    | Año  |
| ----------- | ------ | ------- | ---- |
| Leagues Cup | León   | Seattle | 2021 |